# SOSTDC1
پروتئین ۱ حاوی دومین اسکلروستین (انگلیسی: SOSTDC1) یک پروتئین است که در انسان توسط ژن «SOSTDC1» کُدگذاری می‌شود.
این ژن یکی از اعضای خانوادهٔ اسکلروستین است که نوعی پروتئین ترشحیِ اِن-گلیکولیزهرا می‌سازد که در ریشهٔ کربوکسیل خود سیستین دارد و همچون آنتاگونیستِ پروتئین ریخت‌زایی استخوان عمل می‌کند. این پروتئین اجازه نمی‌دهد پروتئین ریخت‌زایی استخوان به گیرنده‌های خاص خود بچسبد و در تنظیم رشد سلول، تمایز سلولی و مرگ برنامه‌ریزی‌شدهٔ سلول را تنظیم می‌کند.

## برای مطالعهٔ بیشتر
- Yanagita M (June 2005). "BMP antagonists: their roles in development and involvement in pathophysiology". Cytokine & Growth Factor Reviews. 16 (3): 309–17. doi:10.1016/j.cytogfr.2005.02.007. PMID 15951218.
- Laurikkala J, Kassai Y, Pakkasjärvi L, Thesleff I, Itoh N (December 2003). "Identification of a secreted BMP antagonist, ectodin, integrating BMP, FGF, and SHH signals from the tooth enamel knot". Developmental Biology. 264 (1): 91–105. doi:10.1016/j.ydbio.2003.08.011. PMID 14623234.
- Yanagita M, Oka M, Watabe T, Iguchi H, Niida A, Takahashi S, Akiyama T, Miyazono K, Yanagisawa M, Sakurai T (April 2004). "USAG-1: a bone morphogenetic protein antagonist abundantly expressed in the kidney". Biochemical and Biophysical Research Communications. 316 (2): 490–500. doi:10.1016/j.bbrc.2004.02.075. PMID 15020244.
- Goto M, Eddy EM (October 2004). "Speriolin is a novel spermatogenic cell-specific centrosomal protein associated with the seventh WD motif of Cdc20". The Journal of Biological Chemistry. 279 (40): 42128–38. doi:10.1074/jbc.M403190200. PMID 15280373.